# Allianz Cinema

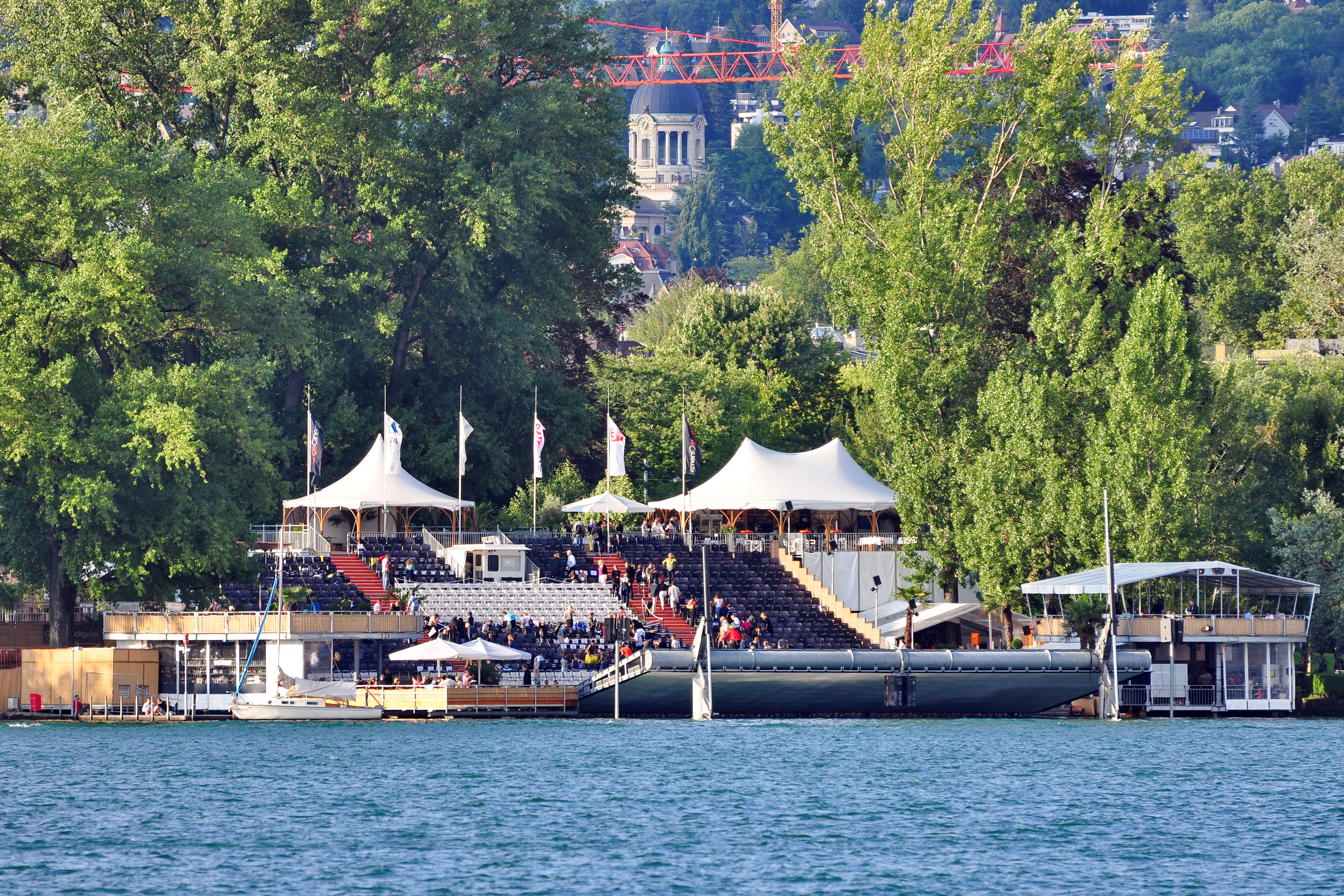
Allianz Cinema 2010

Allianz Cinema ist ein alljährlich in verschiedenen Schweizer Städten durchgeführtes Open-Air-Kino. 2018 fand es in Basel, Genf und Zürich statt. Der Anlass ist nach dessen Titelsponsor, dem Versicherungskonzern Allianz, benannt. Die Kinos in Basel und Zürich werden dabei von der Firma Cinerent AG veranstaltet, dasjenige in Genf wird durch einen lokalen Veranstalter organisiert.

## Geschichte
Ausgehend vom Zürcher Kino am See (erstmals 1989 durchgeführt), das zwischenzeitlich auch den Namen Philip Morris Openair-Kino trug, wurde die Veranstaltungsreihe 1991 auf Basel und Bern ausgedehnt. Von 2000 bis 2014 trug es den Namen Orange Cinema, benannt nach dem damaligen Hauptsponsor Orange. Mit der Umfirmierung von Orange in Salt Mobile lautete der Name 2015 Salt Cinema. Nach dem Ausstieg von Salt als Hauptsponsor wird die Veranstaltung seit 2016 unter dem Namen Allianz Cinema weitergeführt. Das Open-Air-Kino in Bern wurde dagegen aufgrund fehlender Sponsoren nach der Ausgabe im Jahre 2015 von Cinerent eingestellt.
Das Allianz Cinema in Zürich ist mit über 53'000 Besuchern (2024) das grösste Openair-Kino der Schweiz und findet zwischen Mitte Juli und Mitte August beim Zürichhorn direkt am Zürichsee statt. Es verfügt über eine 24,90 Meter breite und 13,50 Meter hohe Leinwand und bietet rund 1'700 Sitzplätze sowie verschiedene Gastronomiebetriebe. Das Programm umfasst nebst aktuellen Kinofilmen auch Vorpremieren sowie Spezialabende. Das Kino am Zürichsee bedarf einer Ausnahmebewilligung, diese ist möglich, weil es sich um einen «Veranstaltungsklassiker», so das zuständige Sicherheitsdepartement, handle, also um ein für eine Ausnahme nachgewiesenes "öffentliches Interesse".
In Basel findet das Allianz Cinema in der Regel in den ersten drei August-Wochen auf dem Münsterplatz statt. Es ist mit einer 300 m² grossen Leinwand ausgestattet und bietet rund 2'000 Sitzplätze. 2018 zählte das Allianz Cinema in Basel nach Angaben des Veranstalters über 47'000 Besucher.
In Bern fand das von Cinerent veranstaltete Open-Air-Kino – zuletzt unter dem Namen Salt Cinema –  jeweils auf der Grossen Schanze statt. In seinem letzten Veranstaltungsjahr, 2015, verzeichnete es rund 25'000 Besucher.
Im Jahr 2020 wurde das Allianz Cinema an allen Veranstaltungsorten bezüglich der COVID-19-Pandemie abgesagt. Stattdessen wurde das Allianz Cinema - Drive In lanciert. Es handelte sich hierbei um Autokinos, die ab dem 27. Juni 2020 in rund 20 Städten stattfanden.